# 古特曼斯豪森
古特曼斯豪森（德語：Guthmannshausen，發音：[ɡuːtmansˈhaʊzn̩]）是德国图林根州瑟默达县曾经的一个市镇，面积10.12平方千米，2017年12月31日人口为712人。2019年1月1日，古特曼斯豪森所属的布特施泰特管理共同体解散，其与另外8个成员市镇并入市镇布特施泰特。